# Porta Magenta
Porta Magenta (già Porta Vercellina fino al 1860) era una delle sei porte principali di Milano, ricavata lungo i bastioni spagnoli, oggi demoliti. Posta a ovest della città, si apriva lungo la strada per Vercelli. Demolita nel 1897 la porta neoclassica del Canonica (1805), sorgeva al centro dell'attuale piazzale Baracca, allo sbocco di corso Magenta.
In passato Porta Vercellina identificava inoltre uno dei sei sestieri storici in cui era divisa la città, il Sestiere di Porta Vercellina.

## Storia

### La porta spagnola (XVI secolo)
La Porta Magenta che si apriva nei Bastioni di Milano sorgeva sullo stesso asse viario (oggi corso Magenta) su cui erano sorte in precedenza le omonime porte di epoca romana (sul tracciato delle Mura romane) e di epoca medievale (sul tracciato delle Mura medievali).

### Il rifacimento del Canonica (1805)

Porta Magenta nel 1870

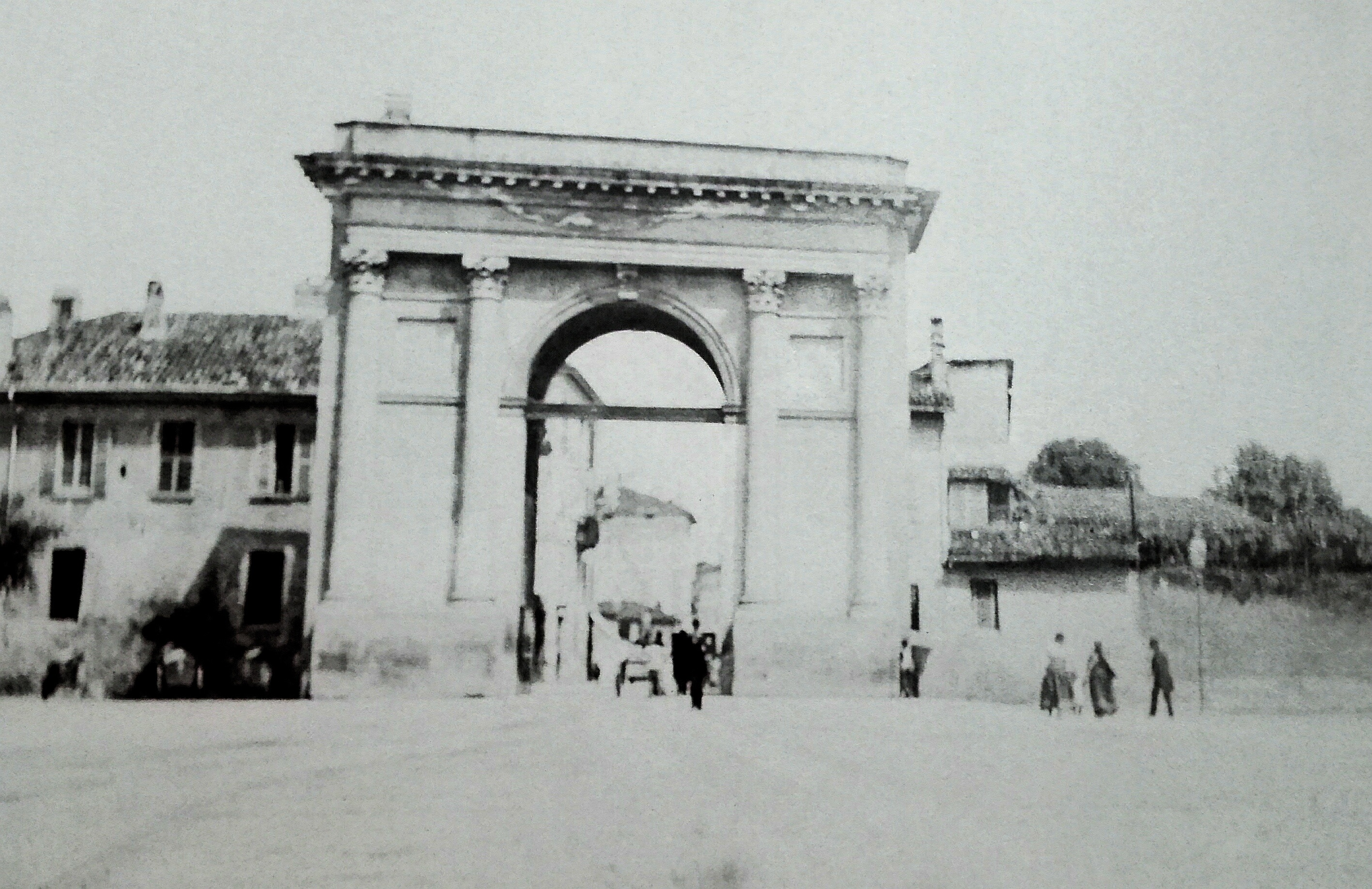
Porta Magenta nel 1885 poco prima dell'inizio delle demolizioni dei Bastioni, nel tratto tra il Castello e Porta Ticinese

In epoca napoleonica il governo del Regno d'Italia (1805-1814), guidato dal Melzi d'Eril, pianificò un generale rifacimento delle porte di ingresso in Milano, previa demolizione delle porte spagnole ed alberazione dei bastioni.  Queste ultime, infatti, avevano funzione militare mentre il nuovo governo desiderava dedicarle a meri caselli daziari, ma di foggia adeguata allo status della capitale del Regno d'Italia.  La cinta daziaria di Milano avrebbe, infatti, corrisposto con le mura spagnole.
I progetti vennero affidati ai più prestigiosi progettisti dell'epoca, tutti attivi in Milano: ad esempio Cagnola ebbe il primo progetto per Porta Comasina (realizzata poi dal Moraglia), l'Arco della Pace (a segnare l'antica Porta Giovia) e il completamento di Porta Orientale (iniziata dal Piermarini).  Lo Zanoja ebbe Porta Ticinese.
Porta Vercellina, invece, fu tra le prime ad essere realizzate, in quanto collegata all'ingresso trionfale in Milano di Napoleone, l'8 maggio 1805, che giungeva per esservi incoronato re del Regno italico, il successivo 26 maggio.  Il disegno venne affidato al Luigi Canonica, dall'agosto 1797 ‘architetto di Stato’ in sostituzione del suo maestro Piermarini.
Canonica innalzò il nuovo manufatto sull'area di piazzale Baracca ed utilizzò i materiali rivenienti dalle demolizioni dei bastioni esterni del Castello, che giacevano abbondanti e poco utilizzati. Erano presenti inoltre anche due caselli daziari, esterni alla cerchia delle mura.

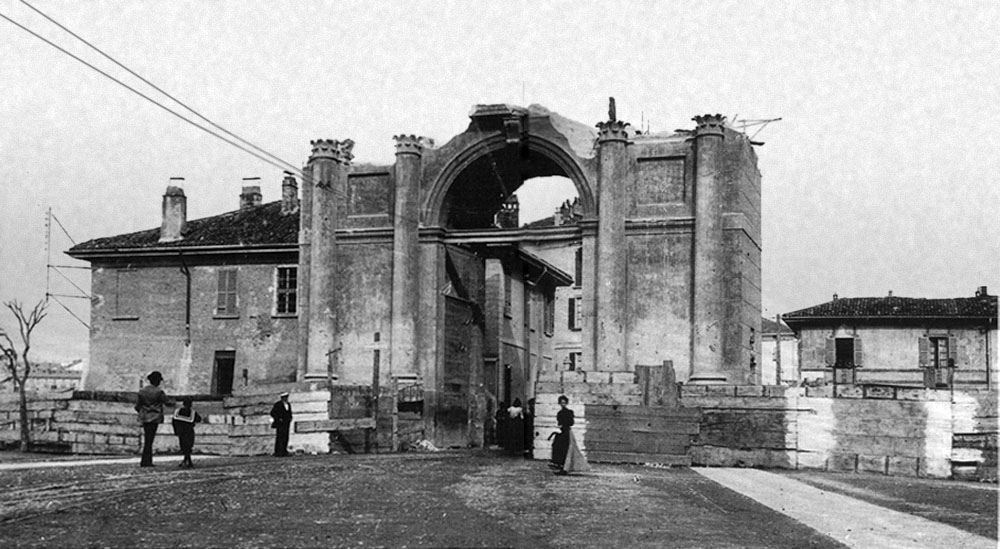
Porta Magenta durante la demolizione, 1897.

Porta Magenta in fase di demolizione, nel 1898

### La demolizione (1897)

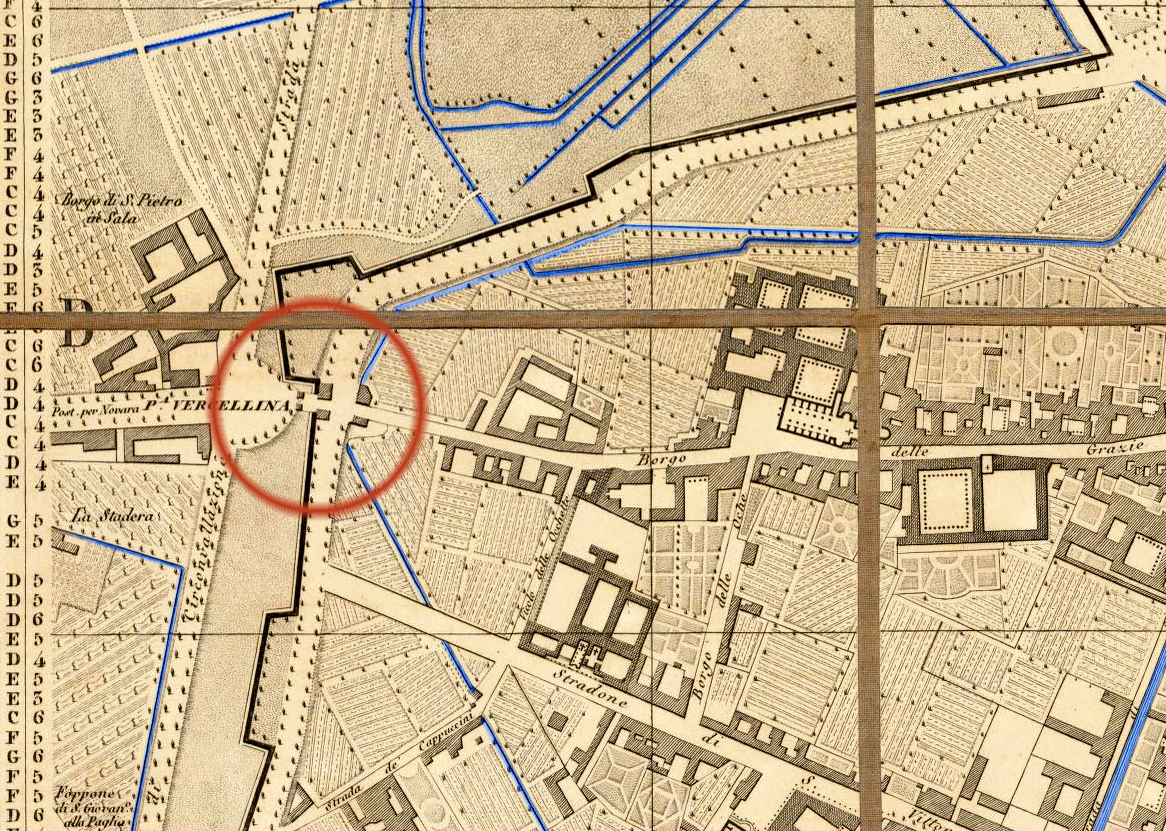
Carta di Milano del 1860: si noti la Porta Vercellina con i due caselli daziari

Nel 1873, con l'accorpamento amministrativo del comune dei Corpi Santi, le porte di Milano persero la residua funzione di passo daziario.
Nel 1872-79, entro i bastioni, venne edificato l'attiguo carcere di San Vittore, che interrompeva il passeggio sui bastioni di porta Vercellina.  Nel 1885 ebbe avvio la demolizione delle mura spagnole a cominciare, proprio, dal tratto compreso tra il Castello e porta Ticinese.
In quella occasione venne abbattuto anche l'arco di porta Vercellina, del quale non resta oggi più traccia.

## Nuovo nome
L'8 giugno 1859, quattro giorni dopo la grande vittoria dei sardo-francesi nella battaglia di Magenta, nel corso della Seconda guerra di indipendenza, Napoleone III e Vittorio Emanuele passarono Porta Vercellina e deviarono verso l'Arco della Pace ove erano attesi per il solenne ingresso in Milano.
In onore della vittoria la porta perse anche il nome di ‘Vercellina’ per divenire, il 26 ottobre 1860, ‘Porta Magenta’.  Ugualmente, anche il ‘Corso di Porta Vercellina’ divenne ‘Corso Magenta’.  A ricordo dell'antica toponomastica rimasero solo, oltre la porta, la ‘Strada Vercellina’, aperta nel 1810, il cui primo tratto venne ribattezzato ‘Corso Vercelli’ il 7 giugno 1878 dopo la sua sistemazione urbana, e il ‘Viale di Porta Vercellina’. Quest'ultimo viale, che collegava originariamente Porta Vercellina a Porta Ticinese dal lato interno dei bastioni, è limitato oggi a circa un quarto del suo tratto originario e rappresenta al contempo l'ultima traccia dell'antica toponomastica.
La via che portava dalla antica alla nuova Porta Vercellina venne ribattezzata ‘corso di Porta Vercellina’. Ugualmente, i nuovi bastioni tra Porta Ticinese e il Castello vennero comunemente indicati come Bastioni di Porta Vercellina.